# Oskar Lukasiak
Oskar Lukasiak (Uppsala, 27 oktober 1991) is een Zweeds darter die uitkomt voor de PDC.

## Carrière
Lukasiak gooide een negendarter tijdens een jongenswedstrijd op de Denmark Open in 2004 op 12-jarige leeftijd, waarmee hij de jongste speler werd die deze prestatie in een officiële competitie volbracht.
Lukasiak won de World Masters Boys-titel in 2004 door Jonny Nijs met 4-1 te verslaan in de finale.
In 2009 vertegenwoordigde Lukasiak Zweden op de WDF Europe Youth Cup in 2009, waar hij het jongens enkeltoernooi won door Jamie Lewis in de finale te verslaan. Hij won ook het jongens paartoernooi samen met Edwin Torbjörnsson en de gouden medaille voor de jongens met het Zweedse team, samen met een finale in het jongens team-evenement.
In 2012 won Lukasiak de Zweedse kwalificatie voor het PDC World Youth Championship. Tijdens het toernooi versloeg hij James Hajdar met 5-1 in de eerste ronde, maar verloor hij met 5-3 van Jamie Landon in de volgende ronde.
Lukasiak kwalificeerde zich voor zijn eerste PDC European Tour-evenement in 2023 toen hij de PDC Nordic & Baltic-kwalificatie won voor de German Darts Grand Prix 2023. Hij verloor in de eerste ronde van Gabriel Clemens. Lukasiak vertegenwoordigde Zweden op de World Cup of Darts 2023 naast Dennis Nilsson. Ze kwalificeerden zich vanaf de groepsfase en versloegen Canada met 8-5 in de laatste 16, waardoor Zweden voor de eerste keer in de geschiedenis van het evenement in de kwartfinales raakte. Het Zweedse duo verloor met 8-5 van de uiteindelijke kampioenen Gerwyn Price en Jonny Clayton uit Wales.
In 2024 won Lukasiak zijn eerste PDC Challenge Tour-titel nadat hij Danny Jansen met 5-3 versloeg in de finale van evenement drie. Hij speelde samen met Jeffrey de Graaf op de PDC World Cup of Darts 2024, waar ze de kwartfinales bereikten voordat ze in een beslissende leg met 8-7 verloren van het Schotse team van Peter Wright en Gary Anderson.
In januari 2025 greep Lukasiak op de Q-School een tourkaart en daarmee voor twee jaar toegang tot het professionele circuit. Samen met Jeffrey de Graaf kwam Lukasiak op de World Cup of Darts uit voor Zweden. Het koppel won in de groepsfase van het duo uit Litouwen, maar het tweetal uit Frankrijk was te sterk. De Zweden bereikten wel de knock-outfase, waarin de spelers uit Hongkong zorgden voor hun uitschakeling.